# Simplicia solomonensis
Simplicia solomonensis är en fjärilsart som beskrevs av Louis Beethoven Prout 1929. Simplicia solomonensis ingår i släktet Simplicia och familjen nattflyn. Inga underarter finns listade i Catalogue of Life.